# Elias VII. (Périgord)
Elias VII. Talleyrand  († nach 1204) war ein Graf von Périgord aus dem Haus Périgord. Er war ein Sohn des Grafen Elias VI. und der Raymonde, eine Tochter des Vizegrafen Raymond von Ribérac.
Er war verheiratet mit Margarete, einer Tochter des Vizegrafen Adémar V. von Limoges, und ihr gemeinsamer Sohn war der zukünftige Graf Archambaud II. († 1239).
Elias folgte seinen vermutlich um das Jahr 1203/04 gestorbenen Vater als Graf des Périgord nach. Im Mai 1204 reiste er nach Rouen, um dort gegenüber König Philipp II. August von Frankreich den ligischen Lehnseid (hominagium ligium) abzulegen. Die traditionelle Lehnsbande der Grafschaft Périgord zum Herzogtum Aquitanien wurde damit beendet. Der damalige Herzog von Aquitanien, Johann Ohneland, akzeptierte diesen Akt erst im Jahr 1214.
Wann Elias gestorben war, ist unklar, sein Sohn tritt erstmals im Jahr 1212 urkundlich auf. Möglich das sein jüngerer Bruder Archambaud I. für seinen Sohn zunächst die Vormundschaft ausgeübt hatte.

## Weblink
- Comtes de Périgord 997-1399 bei Foundation for Medieval Genealogy.fmg (englisch)

| Vorgänger | Amt                                | Nachfolger     |
| --------- | ---------------------------------- | -------------- |
| Elias VI. | Graf von Périgord 1203/04–vor 1212 | Archambaud II. |

| Personendaten    | Personendaten         |
| ---------------- | --------------------- |
| NAME             | Elias VII. (Périgord) |
| ALTERNATIVNAMEN  | Elias VII. Talleyrand |
| KURZBESCHREIBUNG | Graf von Périgord     |
| GEBURTSDATUM     | 12. Jahrhundert       |
| STERBEDATUM      | nach 1204             |